# Höllentalbahn (Niederösterreich)
| Betriebsgebäude in Reichenau (Schlossplatz 2) mit Triebwagen 1 |                         |                                            |                                            |
| |                         |                                            |                                            |
| Streckenlänge: | 4,9 km, urspr. 6,1 km   |                                            |                                            |
| Spurweite: | 760 mm (Bosnische Spur) |                                            |                                            |
| Stromsystem: | 550 V =                 |                                            |                                            |
| Maximale Neigung: | 25 ‰                    |                                            |                                            |
| Minimaler Radius: | 60 m                    |                                            |                                            |
| Streckengeschwindigkeit: | 25 km/h                 |                                            |                                            |
| |                         |                                            |                                            |
| \| \| 0,0 \| Payerbach-Reichenau \| 494 m ü. A. \| \| \| \| Übergang von der Semmeringbahn; abgetragen \| \| \| \| 0,4 \| Payerbach Lokalbahn (ex Payerbach-Ort) \| 495 m ü. A. \| \| \| 1,3 \| Blockstelle Artzberg \| 516 m ü. A. \| \| \| 1,9 \| Kurhaus \| 499 m ü. A. \| \| \| 2,3 \| Kurhausbrücke (31 m) \| Kurhausbrücke (31 m) \| \| \| 2,9 \| Reichenau \| 488 m ü. A. \| \| \| 4,3 \| Haaberg \| 496 m ü. A. \| \| \| 4,9 \| Wasserleitungsbrücke (13 m) \| Wasserleitungsbrücke (13 m) \| \| \| \| Hirschwang (seit 2006) \| \| \| \| \| Abzweig zur Remise Hirschwang \| \| \| \| 5,2 \| Bf Hirschwang \| 498 m ü. A. \| \| \| \| Abzweig zur Papierfabrik \| \| \| \| 5,5 \| Fabrik 1963 abgetragen \| 501 m ü. A. \| \| \| 6,1 \| Windbrücke-Raxbahn Überg. z. Raxseilbahn \| 506 m ü. A. \| |                         |                                            |                                            |
| Kopfbahnhof Streckenanfang (Strecke außer Betrieb) | 0,0                     | Payerbach-Reichenau                        | 494 m ü. A.                                |
| Strecke (außer Betrieb) |                         | Übergang von der Semmeringbahn; abgetragen | Übergang von der Semmeringbahn; abgetragen |
| Kopfbahnhof Strecke bis hier außer Betrieb | 0,4                     | Payerbach Lokalbahn (ex Payerbach-Ort)     | 495 m ü. A.                                |
| Blockstelle | 1,3                     | Blockstelle Artzberg                       | 516 m ü. A.                                |
| Haltepunkt / Haltestelle | 1,9                     | Kurhaus                                    | 499 m ü. A.                                |
| Brücke | 2,3                     | Kurhausbrücke (31 m)                       | Kurhausbrücke (31 m)                       |
| Bahnhof | 2,9                     | Reichenau                                  | 488 m ü. A.                                |
| Haltepunkt / Haltestelle | 4,3                     | Haaberg                                    | 496 m ü. A.                                |
| Brücke | 4,9                     | Wasserleitungsbrücke (13 m)                | Wasserleitungsbrücke (13 m)                |
| Bahnhof |                         | Hirschwang (seit 2006)                     | Hirschwang (seit 2006)                     |
| Abzweig geradeaus und von links |                         | Abzweig zur Remise Hirschwang              | Abzweig zur Remise Hirschwang              |
| Betriebs-/Güterbahnhof Strecke ab hier außer Betrieb | 5,2                     | Bf Hirschwang                              | 498 m ü. A.                                |
| Abzweig geradeaus und nach rechts (Strecke außer Betrieb) |                         | Abzweig zur Papierfabrik                   | Abzweig zur Papierfabrik                   |
| Haltepunkt / Haltestelle (Strecke außer Betrieb) | 5,5                     | Fabrik 1963 abgetragen                     | 501 m ü. A.                                |
| Kopfbahnhof Streckenende (Strecke außer Betrieb) | 6,1                     | Windbrücke-Raxbahn Überg. z. Raxseilbahn   | 506 m ü. A.                                |

Die niederösterreichische Höllentalbahn ist eine schmalspurige, elektrische Lokalbahn mit einer Spurweite von 760 mm, welche vom ÖBB-Bahnhof Payerbach-Reichenau an der Semmeringbahn auf einer ca. 5 km langen Strecke über Reichenau an der Rax nach Hirschwang bis zum Beginn des Höllentales führte. Heute wird sie ab der 400 m entfernten Station Payerbach Lokalbahn nur mehr als Museumsbahn betrieben.

## Geschichte

Die elektrischen Lokomotiven im Originalzustand beim Bau des Karawankentunnels

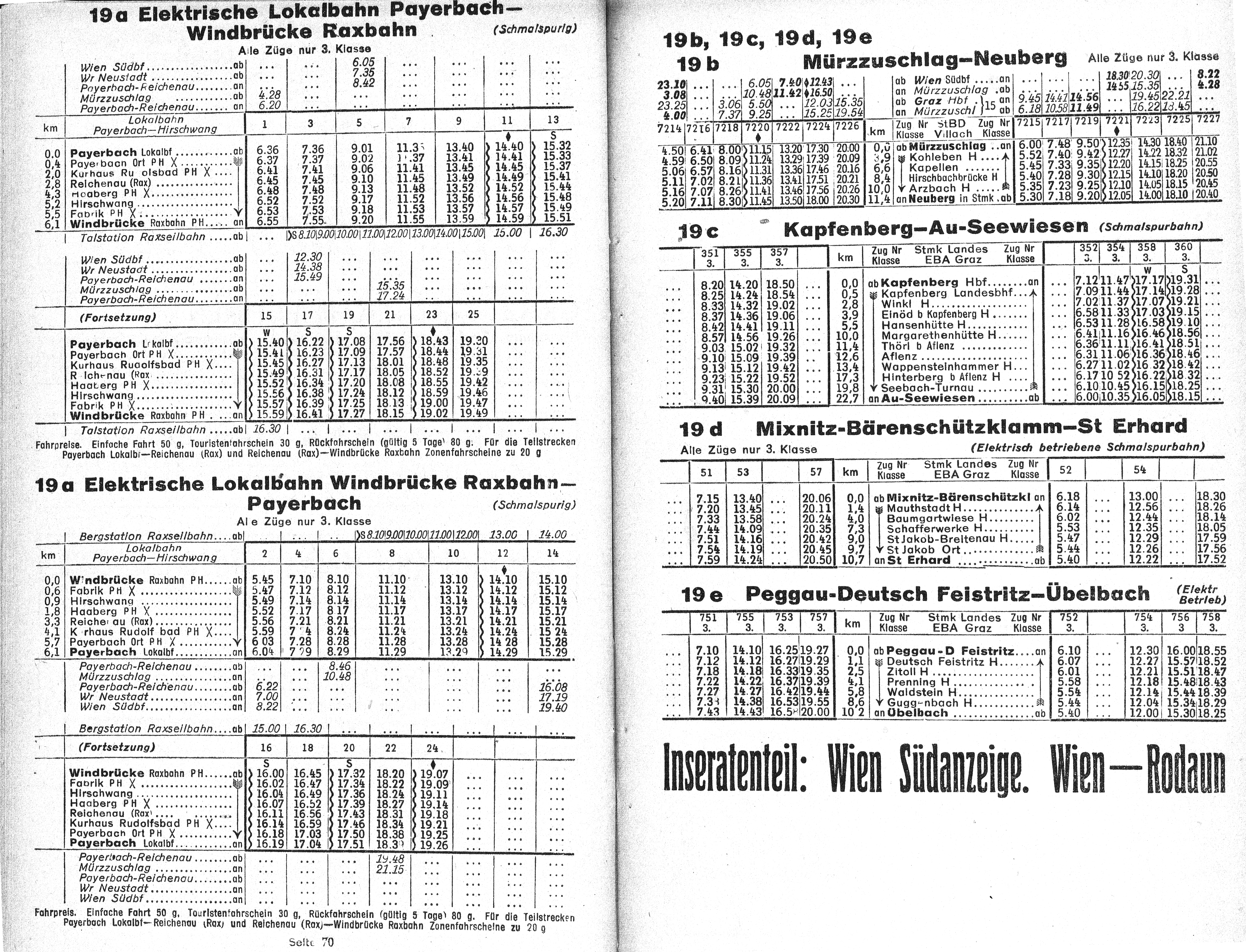
Fahrplan der Höllentalbahn (1946/1947)

Die Bahn nahm 1918 den Betrieb als Materialbahn einer Papierfabrik auf und wurde nach Erteilung der Konzession 1922 sowie mehreren Fristerstreckungen bis 1926 zu einer Personen und Güter befördernden Lokalbahn ausgebaut.
Gleisanschlüsse, auf denen teilweise die Lokomotiven den Verschub abwickelten, gab es zu einer Akkumulatorenfabrik, einem Sägewerk, Steinbruch bzw. Kalkwerk und zur Domänenverwaltung Reichenau.
Die Bahn war ursprünglich als Normalspurstrecke geplant, dies scheiterte an den Kosten, obwohl bereits wesentliche Vorarbeiten durchgeführt worden waren. So war von dem 428 m langen Artzbergtunnel, der den Höhenrücken gleichen Namens zwischen Payerbach und Reichenau durchqueren sollte, 1918 der Sohlstollen bereits fertiggestellt, nicht aber der Firststollen. Die Stolleneingänge wurden, nachdem das Projekt aufgegeben worden war, zugeschüttet.
Neben lokalem Pendlerverkehr diente die, auf Basis der 1927 erteilten Konzession, durch eine Fortsetzungslinie erweiterte Bahn auch Ausflüglern als Zubringer zur ebenfalls 1926 eröffneten Raxseilbahn, der ersten Seilschwebebahn Österreichs.  Anfang der 1960er-Jahre wären für den Weiterbestand größere Investitionen notwendig gewesen, weswegen 1963 der Personenverkehr eingestellt und durch Postbusse ersetzt wurde. Der Güterverkehr, insbesondere zur Papierfabrik in Hirschwang konnte noch bis 1982 weiterbetrieben werden.
Der Personenverkehr war auf die Anschlüsse im Bahnhof Payerbach-Reichenau ausgerichtet, es verkehrten bis zu 16 Zugpaare täglich.
Im Jahr 1977 wurde der Verein Österreichische Gesellschaft für Lokalbahnen (ÖGLB) gegründet, der mit der Höllentalbahn Projekt Ges.m.b.H. (HPG) seit 1979 einen Museumsbetrieb an Wochenenden im Sommer betreibt und seit der Einstellung des Gesamtverkehrs auch für die Erhaltung der Strecke sorgt. Wegen des schlechten Gleiszustandes konnte in den Jahren 1993 bis 1999 nur zwischen Reichenau und Hirschwang gefahren werden, im Jahr 2015 fiel die Museumsbahnsaison wegen fehlender Betriebsgenehmigung aus. Der ursprüngliche Bahnbetreiber, die Lokalbahn Payerbach-Hirschwang, ist im handelsrechtlichen Sinne noch existent. Sie scheint als GmbH auch 2021 im österreichischen Firmenbuch auf und legt noch jährlich Bilanz. Einziger Gesellschafter ist die Mayr-Melnhof Karton Aktiengesellschaft.
Koordinaten: 47° 41′ 53″ N, 15° 50′ 21,7″ O

## Strecke
Die Höllentalbahn hatte ihren Ausgangspunkt beim Bahnhof Payerbach-Reichenau der Semmeringbahn. Der ehemalige Abfahrtsbahnsteig befand sich gegenüber dem ÖBB-Bahnhofsgebäude und war durch eine Unterführung erreichbar. Richtung Westen anschließend befand sich der Güterumschlagplatz, wo zwischen Normalspur und Schmalspur umgeladen wurde  (vgl. Rollwagen). Als Nächstes wurde die Haltestelle Payerbach-Lokalbahn erreicht, die ab März 1942 den Namen Payerbach-Ort trug. Heute stellt die Haltestelle, wieder unter ihrem ursprünglichen Namen, den Ausgangspunkt der Museumsbahn dar. Hier beginnt die Strecke mit 25 ‰ zu steigen. Ein Stück folgt sie der Semmeringbahn, um dann nach rechts abzuzweigen. Nach knapp einem Kilometer Steigung wird der höchste Punkt am Artzberg erreicht. Anschließend geht es wieder mit 25 ‰ durch den Wald bergab. Bei Kilometer 2 erreicht die Bahn die Haltestelle Kurhaus und durchfährt dann in einem 270°-Bogen den Thalhofgraben, um weiter Höhe zu verlieren.

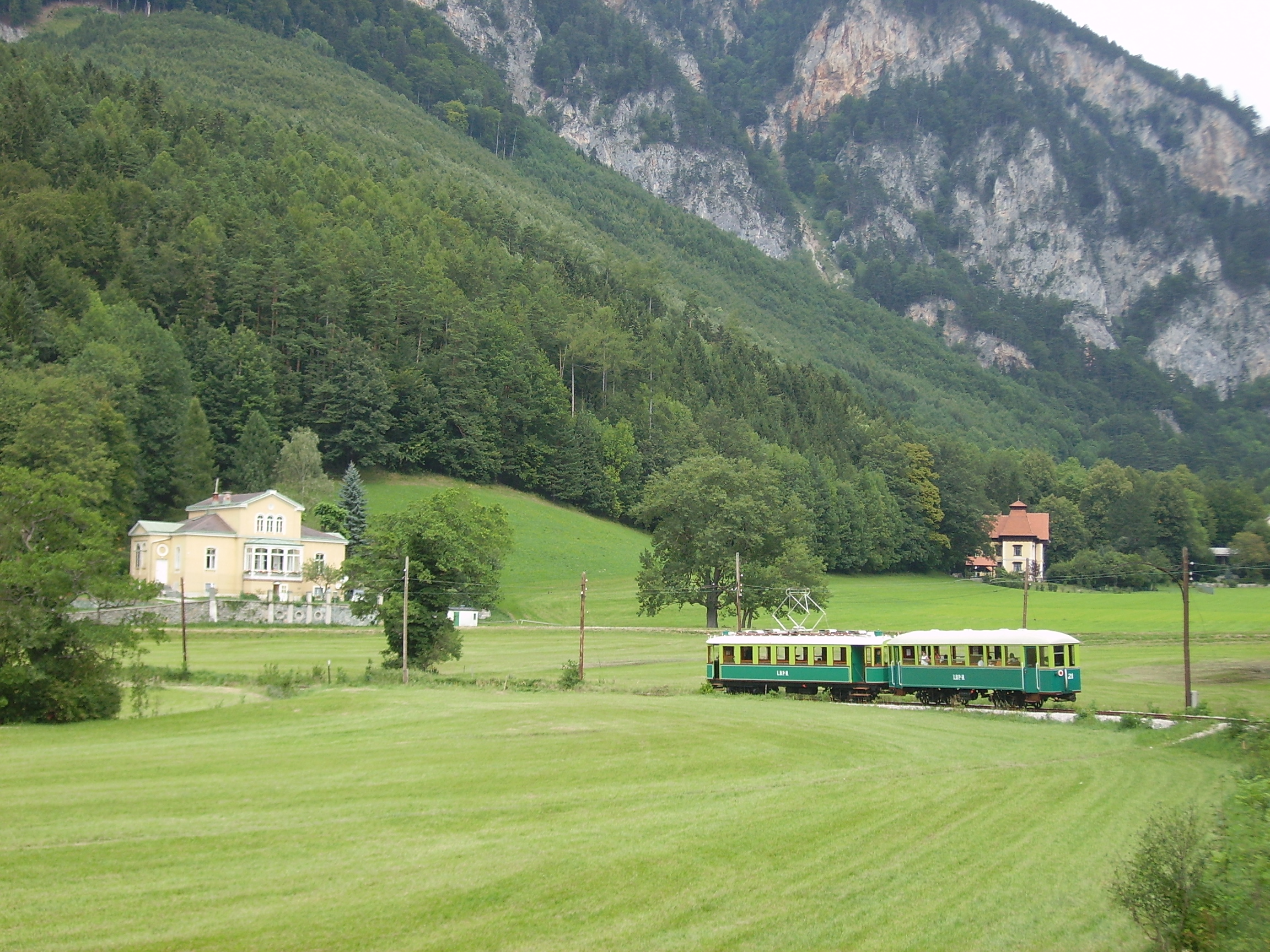
Reichenau, Thalhofstraße, Museumsbahn

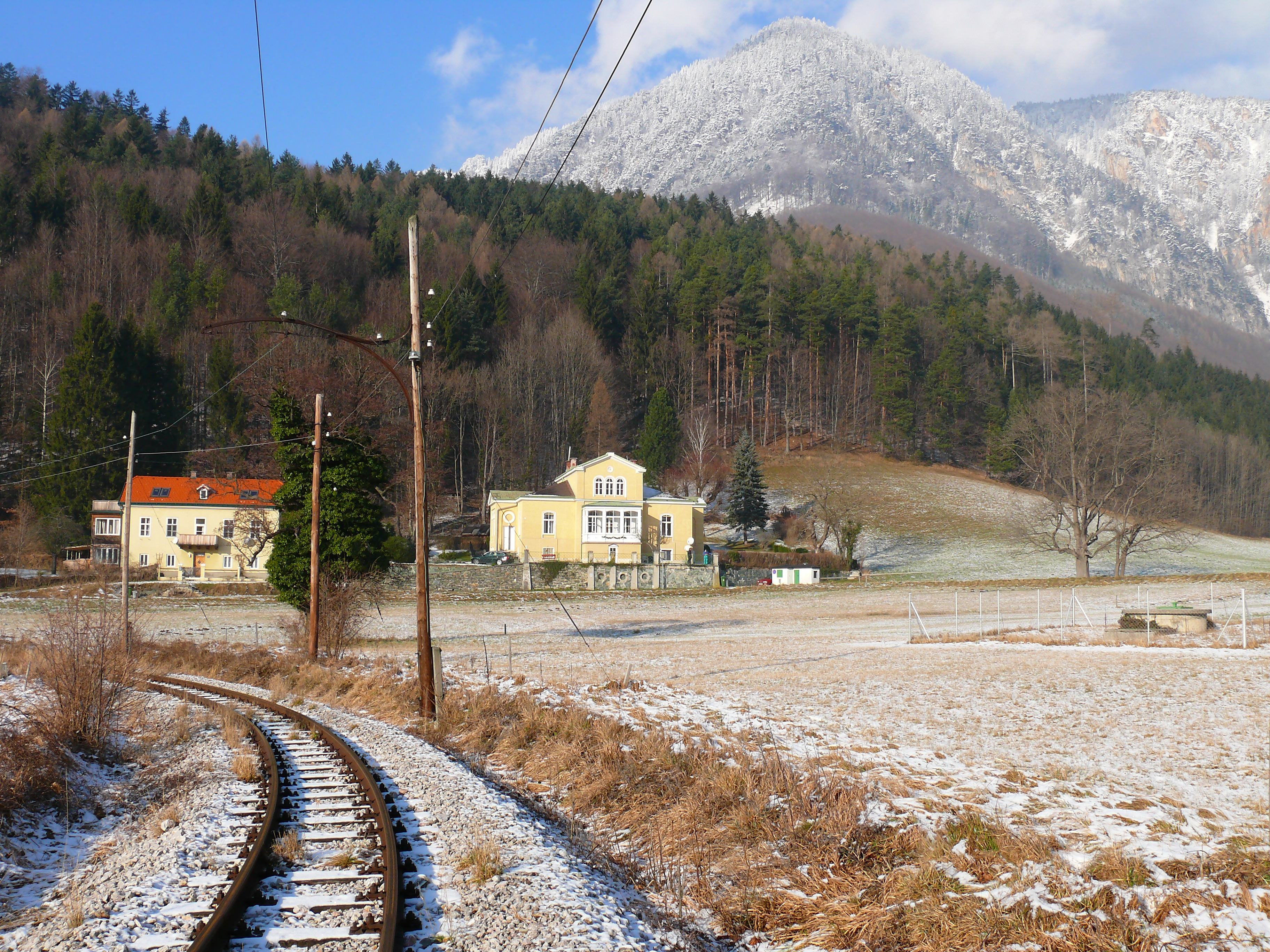
Reichenau, Schleife, Blick auf die Liegenschaften Thalhofstraße 11 und 13

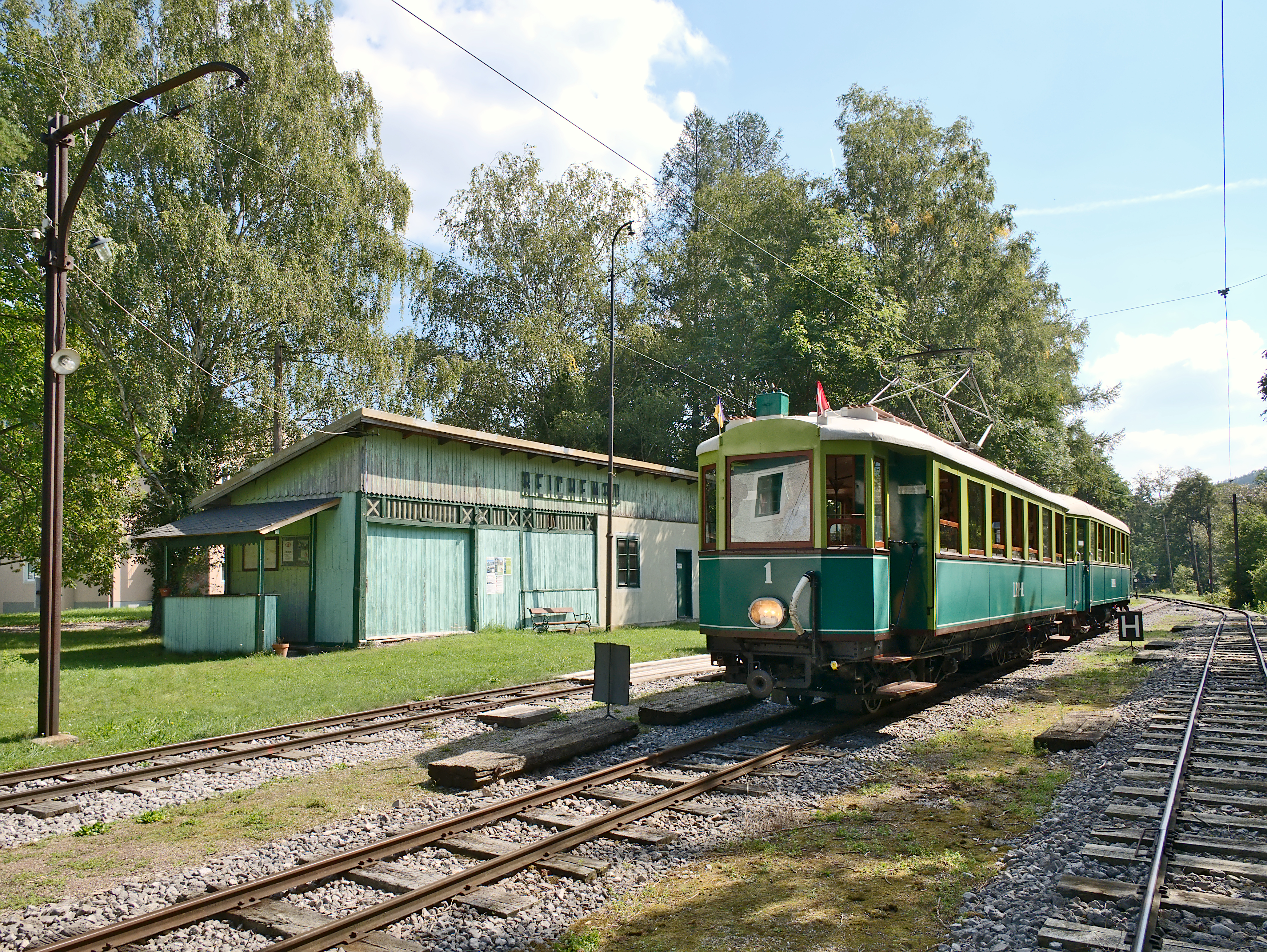
Triebwagen 1 im Bahnhof Reichenau an der Rax

Die Materialbahn vor 1926 hatte an dieser Stelle zwei Spitzkehren. In weiterer Folge führt die Kurhausbrücke über die I. Wiener Hochquellenwasserleitung und einen Spazierweg.
Bald danach wird der dreigleisige Bahnhof Reichenau erreicht. Hier in Streckenmitte befindet sich auch die elektrische Umformeranlage, die die Strecke mit elektrischer Energie versorgt. Weiter Richtung Hirschwang geht es leicht bergauf entlang der Schwarza. Zuerst verläuft die Strecke durch bebautes Gebiet, später zwischen Fluss und Wald. Die Haltestelle Haaberg wird bei Kilometer 4,3 erreicht, die Haltestelle Hirschwang liegt bei Kilometer 5. Letztere wurde 2006 bei der Abzweigung zur Remise errichtet und ist seither Endpunkt der Museumszüge. Die 200 Meter Strecke zum Bahnhof Hirschwang so wie das Bahnhofsgebäude befinden sich in schlechtem Erhaltungszustand und werden nur mehr selten genutzt. Zu Zeiten der Lokalbahn hatte der Bahnhof Hirschwang vier Gleise, je zwei für Personen- und Güterverkehr. Die Güterverkehrsgleise mündeten in die Anschlussbahn der Papierfabrik. Außerdem gab es Anschlussgleise zu einem Sägewerk, einem Kalk- und Steinwerk und einer Akkumulatorenfabrik. Im Anschluss an die Personenzuggleise führte die Strecke weiter entlang der Fabrikshallen in Richtung Höllentalstraße. Bevor diese überquert wurde, hielten die Züge in der Haltestelle Fabrik. Weiters folgte die Strecke der Höllentalstraße und endete kurz bevor die Straße die Schwarza über die Windbrücke quert. Die Endstation Windbrücke-Raxbahn war eingleisig, zum Stürzen der Züge musste in die Ausweiche 100 Meter vor der Haltestelle geschoben werden.
Eigentümerin der Grundstücke für die noch bestehende Strecke außerhalb des Werksgeländes in Hirschwang ist die Lokalbahn GmbH.

## Fahrzeuge

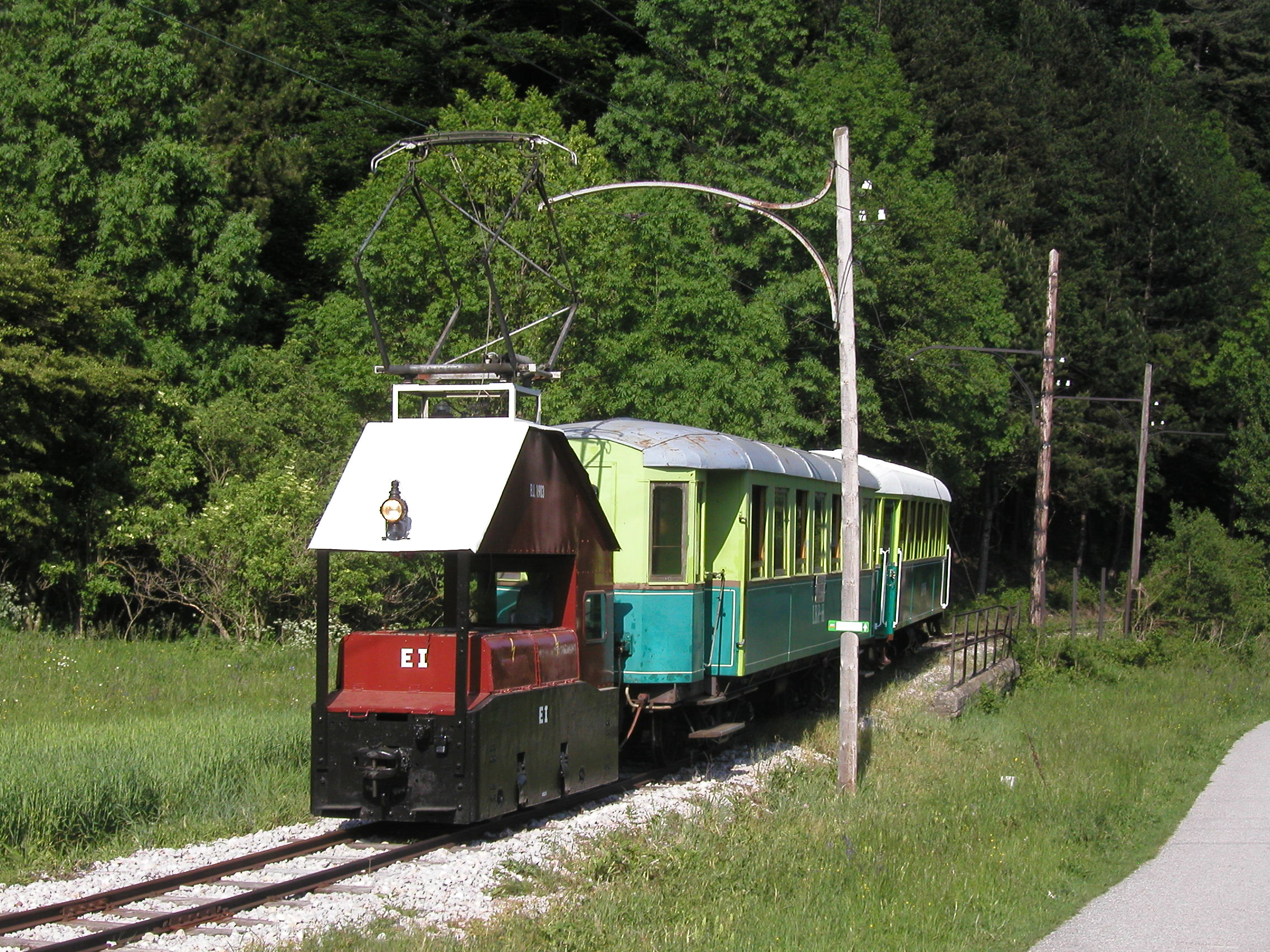
Lokomotive E I mit Beiwagen 11 und 21.
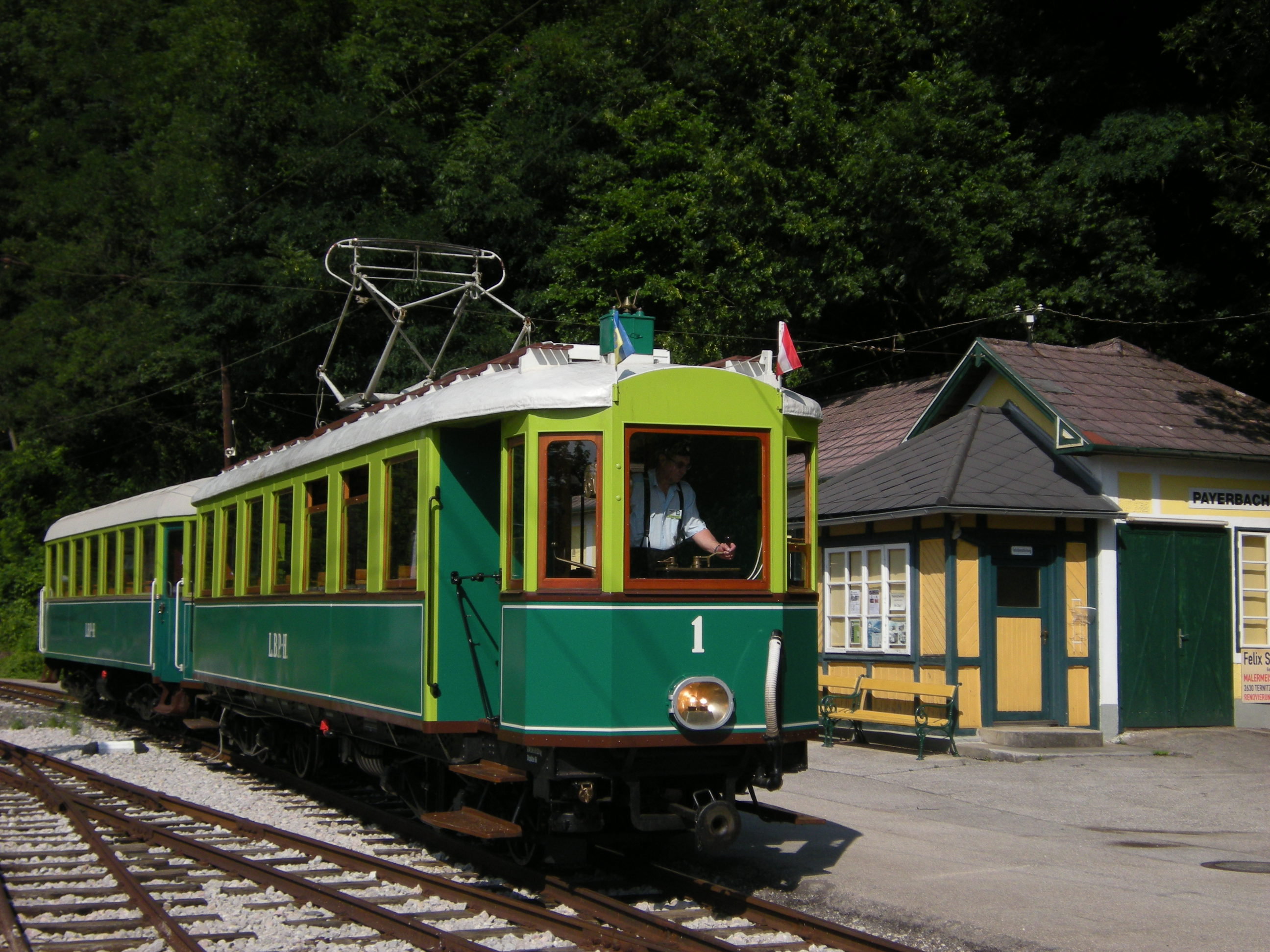
Triebwagen 1 mit Beiwagen 21 im Payerbacher Lokalbahnhof.
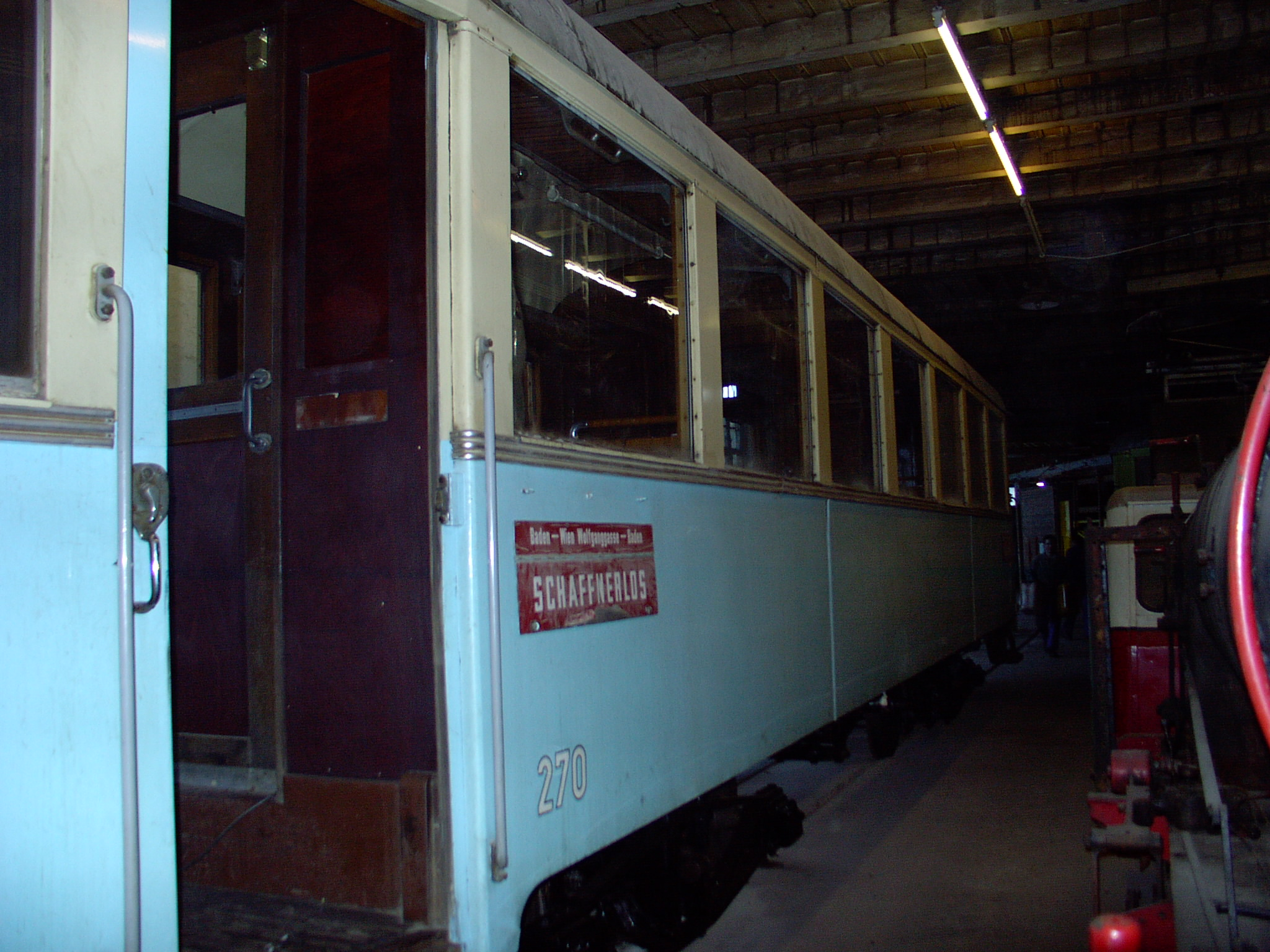
Wagen 270 der Badnerbahn nach der Umspurung
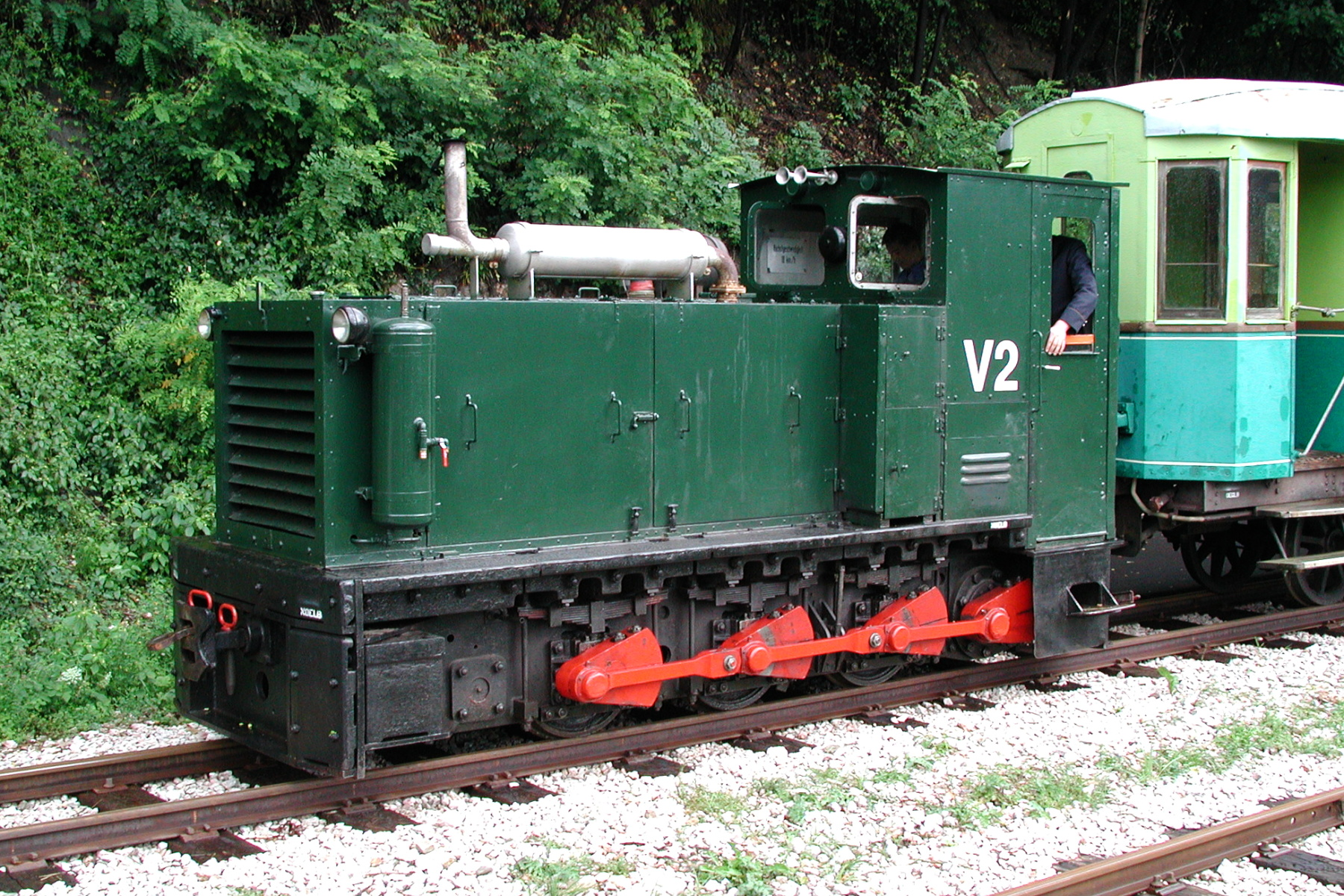
Diesellokomotive V2, Type HF 130 C
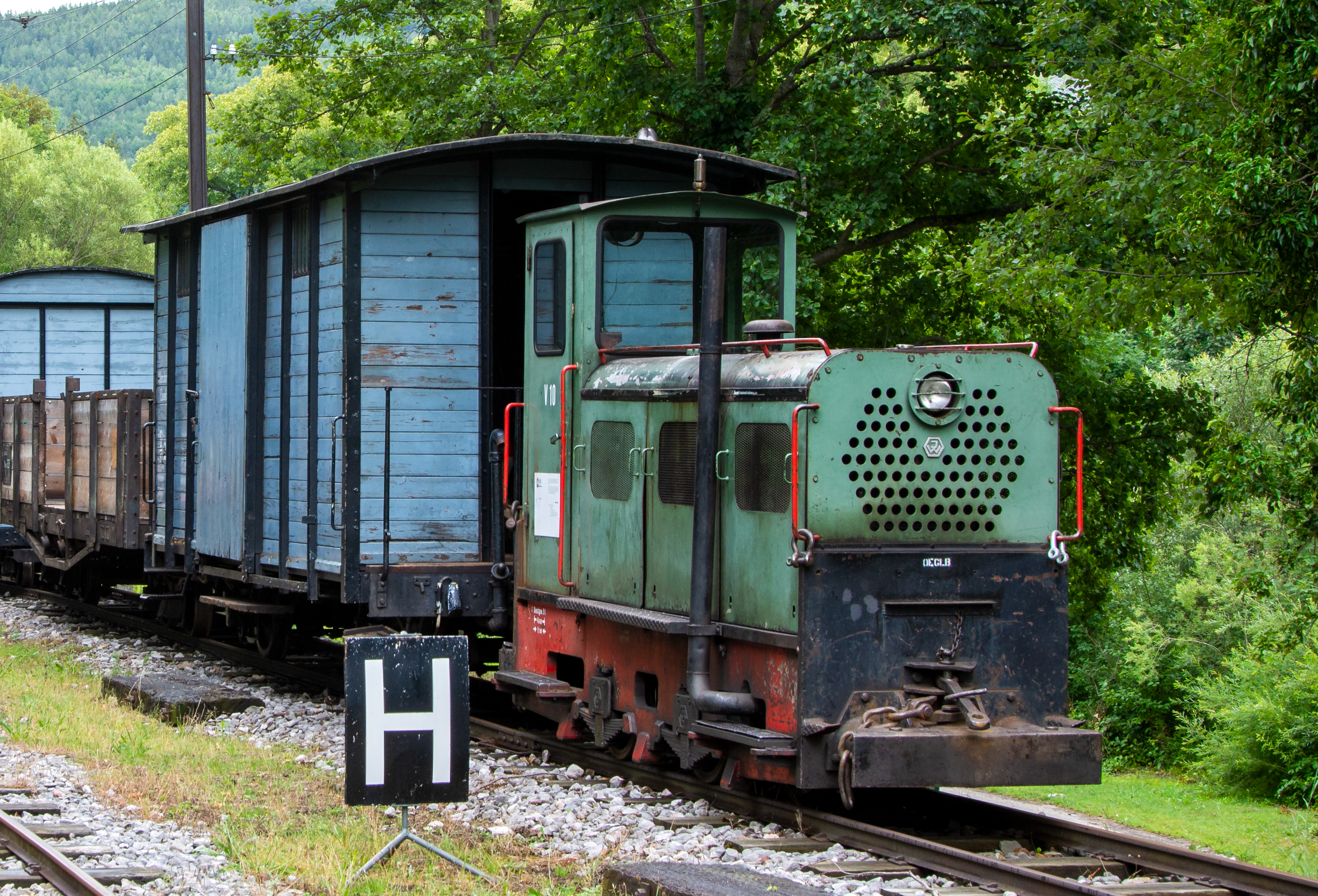
Diesellokomotive V10, Type DM 100 (Jenbacher Werke)

### Elektrolokomotiven
Als Wahrzeichen der Bahn gelten die elektrischen Lokomotiven E1 – E3. Ursprünglich waren die von Siemens & Halske sowie Brand & Lhullier in Brünn gefertigten Maschinen mit mehreren Schwesterlokomotiven beim Bau des Karawanken-Bahntunnels eingesetzt. Nach mehreren Umbauten erhielten sie ihr charakteristisches Aussehen, das ihnen auch den Spitznamen „fahrendes Gartenhaus“ eintrug. Mit Baujahr 1903 zählen sie zu den ältesten betriebsfähigen Elektroloks der Welt. 
Eine weitere E-Lok (E4) mit Stangenantrieb wurde 1927 von AEG Wien geliefert, diese wurde aber nur für den Werksverschub in Hirschwang eingesetzt.

### Triebwagen und Beiwagen
Für den Personenverkehr wurden 1926 zwei Triebwagen (Nr. 1 und 2) und vier Beiwagen (Nr. 11 – 14) von der Grazer Waggonfabrik gebaut. Diese Wagen waren sehr großzügig dimensioniert und damals auch die größten Schmalspurfahrzeuge Österreichs. Bis ins Jahr 1963 trugen sie den gesamten Personenverkehr. Nach dessen Einstellung wurden sie an die Zillertalbahn verkauft. Die Beiwagen wurden dort mit unterschiedlichen Umbauten als Personenwagen weiterverwendet, die Wagenkästen der Triebwagen wurden hingegen abgewrackt und auf deren Rahmen Güterwagen aufgebaut. Die Beiwagen konnten 1986 wieder in ihre alte Heimat gebracht werden. Zwei davon (Nr. 11 und Nr. 12) wurden in Originalfarben lackiert und im Museumsverkehr eingesetzt. Bis zur Wiedererrichtung eines Triebwagens sollte es etwas länger dauern. Erst 1999 wurde damit begonnen, aus den noch vorhandenen Drehgestellen sowie einem Wagenkasten eines Beiwagens einen Triebwagen originalgetreu zu rekonstruieren. Zur Eröffnung der Saison 2005 wurde dieser in Betrieb genommen. Seit 2003 ist der ehemalige Badner-Bahn-Beiwagen 270 (ab 1971 trug er die Nummer 74, nach Ausscheiden aus dem Regelbetrieb wurde außen wieder die Nr. 270 angeschrieben), gebaut von Ringhoffer in Prag auf der Höllentalbahn unterwegs. Er wurde durch Drehgestelltausch umgespurt und mit der Nummer 21 im Höllental in Betrieb genommen.

### Weitere Fahrzeuge
Nachdem in den 1970er-Jahren der Erhaltungszustand der elektrischen Anlagen immer schlechter geworden war, schaffte man insgesamt zwei Heeresfeldbahn-Dieselloks der Type HF 130 C an. Diese wurden nach Einstellung des Güterverkehrs wieder verkauft, seit 1997 ist auf der Museumsbahn wieder eine Maschine dieses Typs unterwegs (bezeichnet als V2). Weiters wurden immer wieder kleinere Dieselloks für den Werksverschub und für Bauzüge eingesetzt. Seit 1986 befindet sich eine Jenbacher Diesellokomotive bei der Höllentalbahn (bezeichnet als V10), die ursprünglich bei den Böhlerwerken in Kapfenberg im Einsatz stand.
Dampflokomotiven brachte erst die Museumsbahn auf diese Strecke. Neben einigen Werksbahn- bzw. Feldbahn-Zweikupplern (Floriana, Baujahr 1913 und Böhler 17, Baujahr 1943) befuhren kurze Zeit auch die U1 (ÖBB 298.51) und die „Molln“ (ÖBB 298.104) die Strecke. Im Jahr 1990 hat der Verein ÖGLB die Ybbstalbahn-Bergstrecke als zweite Bahn übernommen und die großen Dampfloks dorthin überstellt. Auch die Dampflokomotiven Floriana und Böhler 17 wurden nach Ablauf ihrer Kesselfristen nicht mehr aufgearbeitet, sondern verkauft.

## Elektrische Energieversorgung

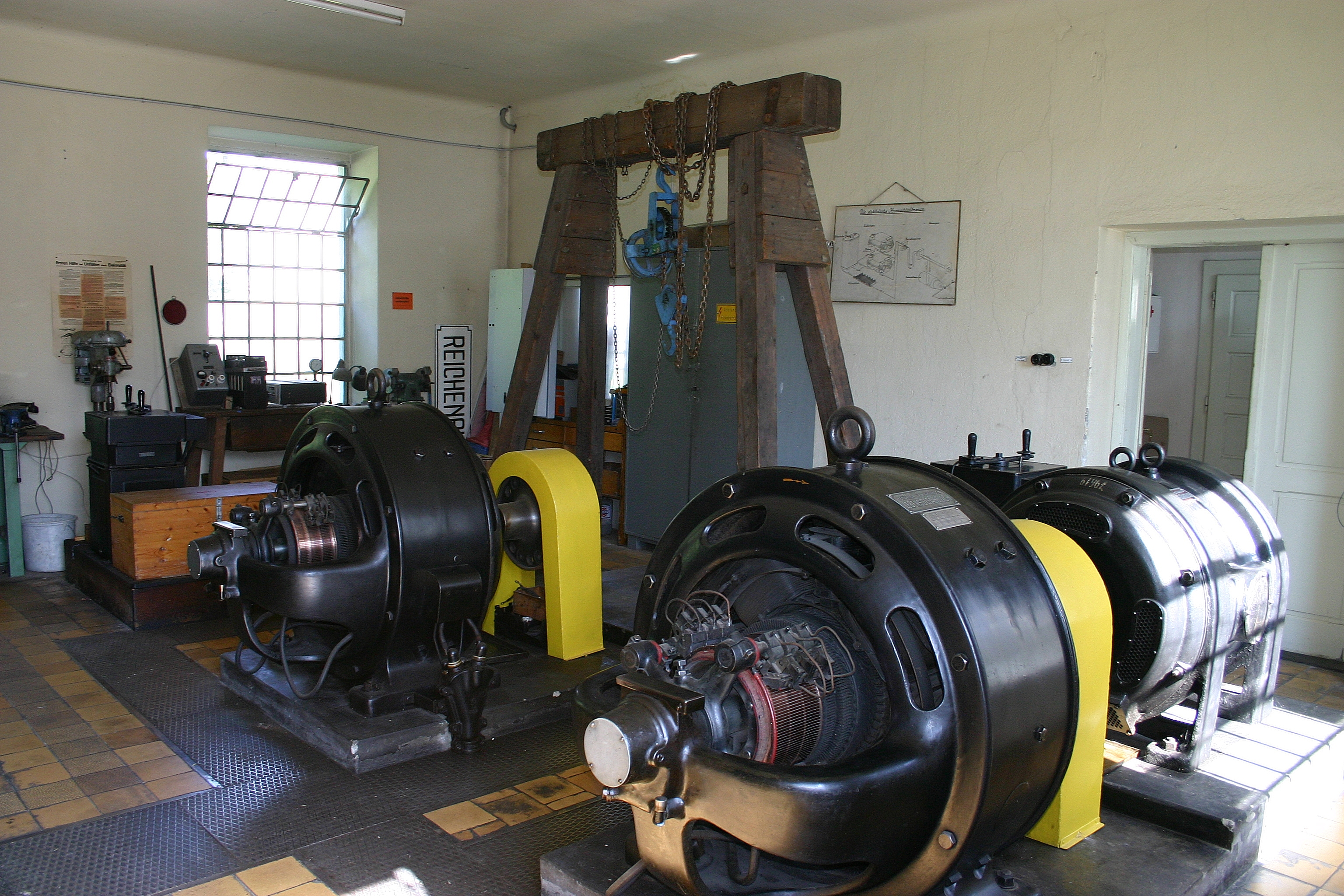
Historische rotierende Umformersätze im Betriebsgebäude Reichenau

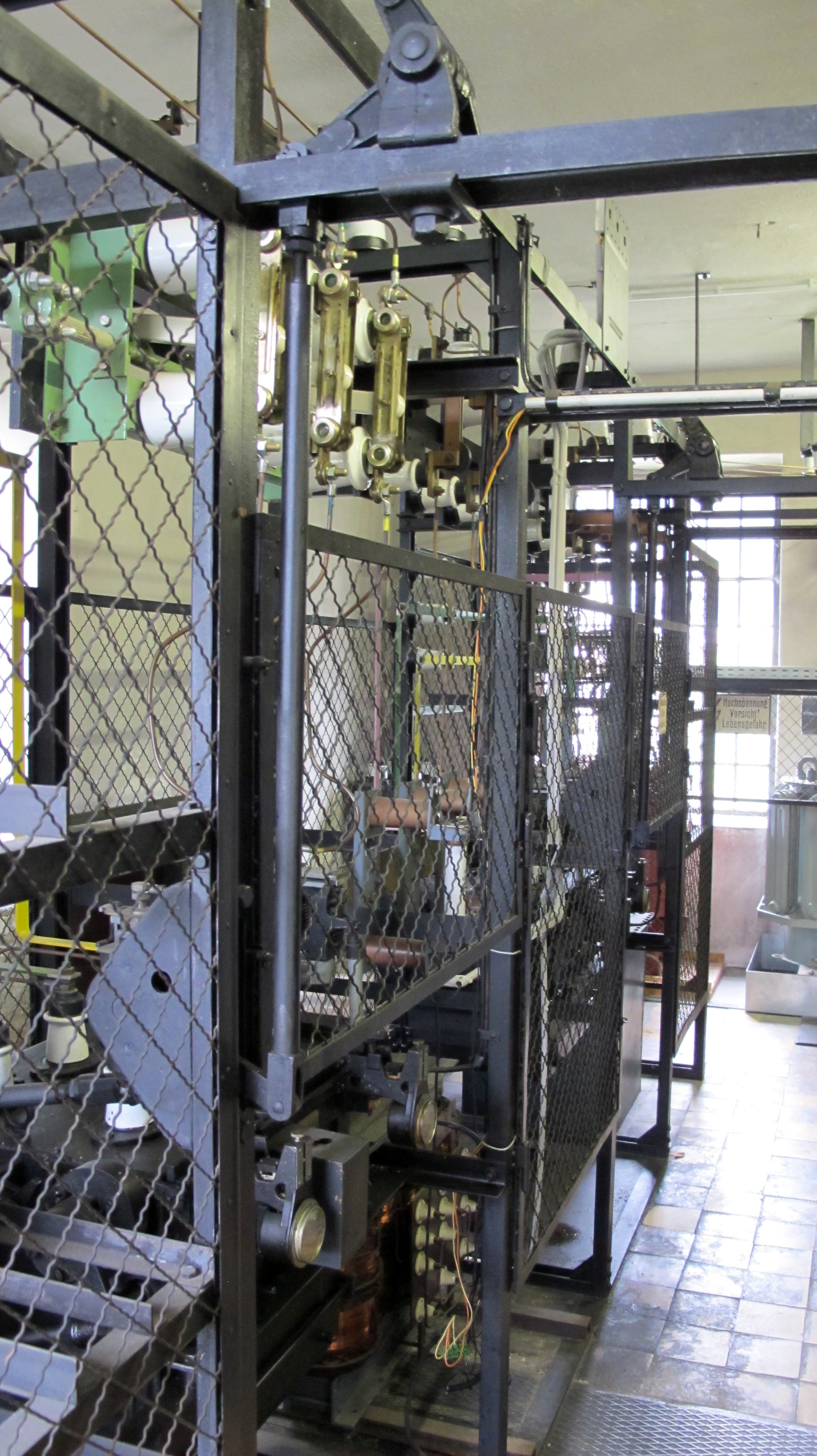
Transformator- und Schaltraum der Umformerstation

Ab dem Jahr 1926 bis zum Jahr 2002 versorgte das Kleinwasserkraftwerk Hoffeld an der Schwarza, gelegen zwischen den beiden Stationen Reichenau und Haaberg, die in der Station Reichenau im Betriebsgebäude untergebrachte Umformerstation mit elektrischer Energie. Zu diesem Zweck führte eine elektrische Freileitung für Dreiphasenwechselstrom mit einer Betriebsspannung von 3,5 kV vom Kraftwerk Hoffeld zur Umformerstation. Da Anfang des 20. Jahrhunderts noch keine leistungsfähigen Gleichrichter technologisch verfügbar waren, befanden sich im Betriebsgebäude zwei rotierende Umformer, welche als Maschinensatz aus je einem Asynchronmotor, für den Antrieb mit 3,5 kV Drehstrom, und einem Gleichstromgenerator für die Gewinnung der für den Bahnbetrieb notwendigen Gleichspannung von 500 V bis 650 V, umfassten.
Von den beiden Umformersätzen ist nur noch einer im Rahmen der Museumsanlage betriebsbereit, da bei Wartungsarbeiten Mitte des 20. Jahrhunderts ein Gleichstromgenerator entfernt und nachfolgend nicht mehr installiert wurde.
Seit 2003 wird die Umformerstation nicht mehr vom Kleinkraftwerk Hoffeld, sondern direkt aus dem lokalen Niederspannungsnetz der EVN AG versorgt. Dazu stehen im Transformator- und Schaltraum der Umformerstation zwei neu installierte Dreiphasentransformatoren zur Verfügung:
1. Für die zu Demonstrationszwecken kurzzeitig aktivierten Umformer wird mit einem eigenen Drehstromtransformator aus dem Niederspannungsnetz von 400 V eine Hochspannung mit 3,5 kV erzeugt. Damit wird die ehemals vorhandene Anspeisung aus dem Kleinkraftwerk Hoffeld nachgestellt und über die in Originalzustand erhaltene Schaltanlage dem einen noch funktionsfähigen rotierenden Umformersatz zugeführt. Der Transformator ist in der speziellen Schaltgruppe Dz  in Form der Zickzackschaltung ausgeführt. Diese spezielle Bauform des Transformators dient dazu eine asymmetrische Belastung des Drehstromnetzes durch den historischen Asynchrongenerator mit einer Nennleistung von ca. 150 kVA zu minimieren.
2. Für die reguläre Stromversorgung der Bahn bei Museums- oder Betriebsfahrten werden seit 2003 mit einem getrennten Leistungstransformator mit 200 kVA aus dem Niederspannungsnetz eine in mehreren Stufen einstellbare Dreiphasenwechselspannung von 420 V bis 490 V erzeugt. Diese Spannung wird in einem Dreiphasengleichrichter, aufgebaut als ungesteuerte Drehstrombrücke (B6U) und mit Leistungshalbleitern bestückt, gleichgerichtet und liefert ca. 550 V bis 650 V Gleichspannung für die Bahnversorgung. Der Gleichstromanschluss an das Bahnsystem erfolgt an dem zweiten Maschinensatz und ersetzt dabei den nicht mehr vorhandenen historischen Gleichstromgenerator.

Die Steuerung und Kontrolle des einen verbliebenen Umformersatzes und die nötigen Schalthandlungen für die beiden Leistungstransformatoren erfolgen von einer großen Schalttafel vom Umformerraum aus, welche in Aufbau und Form im Originalzustand erhalten ist.